# 城关镇 (南丹县)
城关镇，是中华人民共和国广西壮族自治区河池市南丹县下辖的一个乡镇级行政单位。

## 行政区划
城关镇下辖以下地区：
城南社区、城北社区、莲城社区、铜江社区、拉所社区、小场社区、车马社区、拉要社区、四山村、茅坪村、莲花村、火幕村、鸳鸯桥村、拉易村、恩村、关上村、大平村、挽白村、更垌村和中坪村。